# Metriocnemus isigageheus
Metriocnemus isigageheus är en tvåvingeart som beskrevs av Sasa och Suzuki 2000. Metriocnemus isigageheus ingår i släktet Metriocnemus och familjen fjädermyggor. Inga underarter finns listade i Catalogue of Life.